# Escobedia laevis
Escobedia laevis là loài thực vật có hoa thuộc họ Cỏ chổi. Loài này được Cham. & Schltdl. mô tả khoa học đầu tiên năm 1830.